# Justin Fashanu
Justin Fashanu, né le 19 février 1961 à Londres et mort le 2 mai 1998 dans la même ville, est un footballeur anglais. Premier footballeur noir britannique dont le transfert coûte un million de livres, il révèle son homosexualité en 1990. Il se suicide en 1998 après une campagne d'homophobie et de rejet massif par ses pairs et la communauté sportive en général, culminant avec des accusations d'agression sexuelle par un jeune de dix-sept ans, dont les charges furent abandonnées.

## Biographie

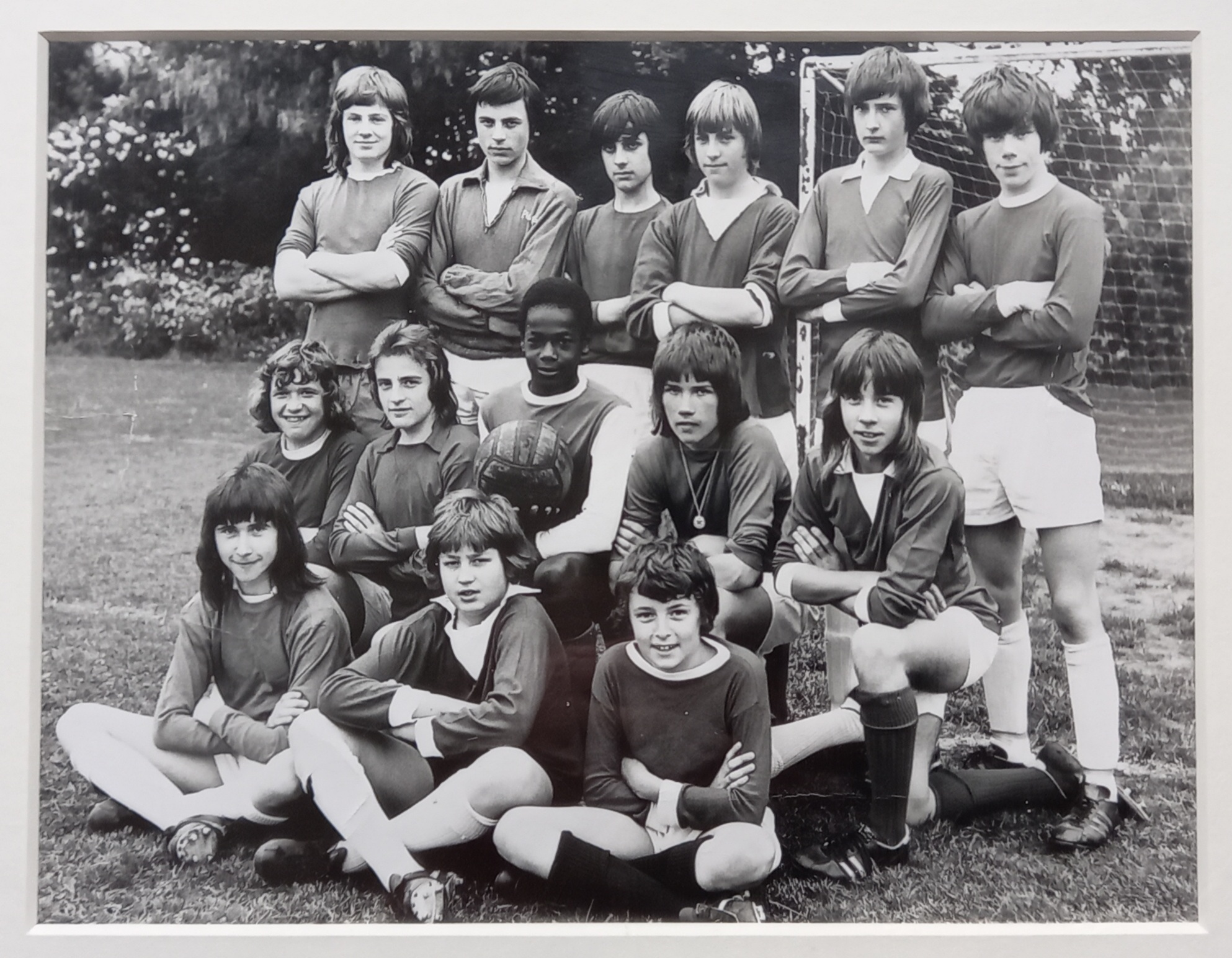
Justin Fashanu et son équipe du lycée Attleborough

### Enfance et débuts
Fils d'un barrister nigerian résident en Angleterre, Justin Fashanu et son jeune frère John sont hébergés par la fondation Barnardo's lorsque leurs parents se séparent. Ils sont ensuite placés en famille d'accueil dans le Norfolk. Justin Fashanu commence dans la boxe et le football. C'est finalement à ce dernier sport qu'il se consacre entièrement, de même que son frère John.
Il intègre le Norwich City Football Club et devient footballeur professionnel en décembre 1978. En 1980, il gagne le But de la saison de la BBC dans l'équipe de Norwich contre Liverpool. En août 1981, son transfert à Nottingham Forest pour remplacer Trevor Francis dans l'équipe de Brian Clough se monte à un million de livres.
Passé au Notts County, il joue 64 matches pour un total de 20 buts. Une blessure au genou en 1985 faillit mettre fin à sa carrière, mais une opération aux États-Unis lui permet de la poursuivre à Los Angeles puis à Edmonton. Il retourne au Royaume-Uni dans le club de Manchester City en 1989 et joue deux fois en première division.

### Coming out
Justin Fashanu fait son coming out en 1990 à l'occasion d'un entretien dans la presse. L'entretien paraît dans le tabloïd The Sun qui titre en première page : « £1m Football Star: I AM GAY ». Plusieurs de ses collègues déclarent qu'un homosexuel n'a pas sa place dans une équipe de football, et même son frère John le désavoue. Les supporters lui manifestent aussi leur hostilité en public à cause de son orientation sexuelle. Justin Fashanu est le premier footballeur connu à avoir révélé son homosexualité alors qu'il jouait en professionnel, et reste le seul en Angleterre à avoir fait son coming out jusqu'à celui de Jake Daniels en 2022.

### Carrière ultérieure
Le Torquay United accepte de le prendre, et Justin Fashanu joue 21 matches de ligue et totalise dix buts. En 1993, il part jouer en Suède, puis en Écosse, en Australie et en Nouvelle-Zélande. En 1997, il se retire officiellement du football professionnel. Il devient entraîneur pour un club du Maryland, le Mania du Maryland.
En mars 1998, un jeune de dix-sept ans accuse Justin Fashanu de l'avoir agressé sexuellement dans son appartement du Maryland après une nuit de beuverie. Les policiers interrogent le footballeur sans l'arrêter, mais la presse se fait largement l'écho de l'accusation, en faisant croire qu'il est poursuivi. Il quitte alors les États-Unis pour rejoindre le Royaume-Uni. Ce départ le force à quitter le Mania du Maryland pendant la pré-saison.

### Mort
Justin Fashanu est retrouvé pendu dans un garage de Shoreditch le 2 mai 1998, avec une lettre de suicide. Une enquête révèle ensuite que la police américaine avait auparavant abandonné les poursuites pour manque de preuves.

## Distinctions et hommages
- Une équipe de football est créée sous son nom à Brighton en mars 2009, avec le soutien de la fédération anglaise de football, lors d'une campagne contre l'homophobie dans le football[10].
- En 2012, sa nièce Amal Fashanu, fille de John Fashanu, publie un hommage à son oncle, pionnier de la visibilité de l'homosexualité dans le football et le sport en général[5].
- En 2017, Netflix produit et diffuse le documentaire  Forbidden Games: The Justin Fashanu Story[11].
- En 2020, Justin Fashanu est intégré à l'English Football Hall of Fame[2],[12].